# 田島寧子
田島 寧子（たじま やすこ、1981年5月8日 - ）は、元水泳選手、元タレント。本名、山内 寧子（やまうち やすこ）。旧姓、田島（たじま）。
神奈川県鎌倉市出身。東京立正高校卒業、日本体育大学中退。2000年9月、シドニーオリンピックの400m個人メドレーで銀メダルを獲得した。

## 略歴
- 1984年 - 3歳から喘息の体質改善のため水泳を始め、引っ越してから南光スイミングスクールに入る。
- 1985年 - 東京都練馬区に移住。
- 1994年3月 - 練馬区立練馬第二小学校卒業
- 1997年3月 - 練馬区立貫井中学校卒業。
- 1997年 - 日本選手権女子400m個人メドレーで優勝。
- 1998年 - 日本選手権女子400m個人メドレーで優勝。
- 1999年 - 日本選手権女子400m個人メドレーで優勝。
- 2000年 - 日本選手権女子400m個人メドレーで優勝。
- 2000年 - シドニー五輪に出場、同種目において日本記録で銀メダルを獲得、日本人メダル第1号に。
- 2000年11月8日 - ベストスマイル・オブ・ザ・イヤー2000を受賞。
- 2001年7月 - 水泳選手を引退、大学も中退しタレント業へ転身する。
- 2001年10月20日 - テレビドラマ『歓迎!ダンジキ御一行様』で芸能界デビュー[2]。
- 2006年12月 - 芸能活動を休止。
- 2007年1月 - 派遣会社に派遣社員として勤務。
- 2007年3月 - 芸能活動を引退。

## 人物
3歳から喘息の体質改善のため水泳を始め、幼稚園の時に東京都練馬区に引っ越してから南光スイミングスクールに入る。練馬区立練馬第二小学校、練馬区立貫井中学校には水泳部は無かったものの、外部の試合で好成績をおさめた。
2000年、日本選手権女子400m個人メドレーで4連覇を達成して同年のシドニー五輪に出場。同種目において日本記録で銀メダルを獲得し、シドニー五輪の日本人メダル第1号となった。競泳での日本選手のメダル獲得は、バルセロナ五輪の女子200m平泳ぎで優勝した岩崎恭子以来2大会ぶりとなる。また、田島の出した400m個人メドレーの日本記録4分35秒96は、2014年6月20日に高橋美帆が4分35秒69の記録を出すまで、14年間破られなかった（高橋が新記録を出すまで競泳競技における「最古」の日本記録だった）。
2001年7月に現役を引退、大学も中退してタレント業へ転身。水泳連盟には相談無しで決めた為、連盟はこの引退を快く思っていなかった。当時は演技派女優を志していたようで、『田舎に泊まろう!』（テレビ東京）で埼玉県荒川村を訪問する等、リポーター、スポーツボランティア活動も行っていた。田島はオリンピックで有名になる以前から、「将来の夢はイルカの調教師かデザイナーか女優」だった。2006年12月、『実録・連合赤軍 あさま山荘への道程』（公開は2008年）に革命左派メンバーの早岐やす子役で出演後、シドニー五輪後の社会経験不足を理由に芸能活動を休止。2007年3月、芸能活動を事実上引退し、現在は一般人として生活を送っている。
2016年2月6日に日本オリンピック委員会主催のJOCオリンピアン研修会に出席、公の場に登場した。また、この際のアナウンスで名字が山内となっており、結婚したとみられている。
2019年に小松成美らによる長時間の取材に応じた。その中で、現在は総合人材サービス企業アデコ株式会社の正社員として勤務していることや出産を経験したこと、社内では新姓、五輪関係の仕事では旧姓を名乗っていることなどを公表した。
2021年7月に東京オリンピックの女子400m個人メドレーで大橋悠依が金メダルを取った時、取材に応じ、興奮気味に話した。

## エピソード
- シドニーオリンピック400m個人メドレーで銀メダルを獲得。インタビューで悔しさを吐露した時の「めっちゃ悔しぃ～!!｣｢金がいいですぅ～!!」は流行語になった。なおこの発言について後日、新聞のインタビューで「泳ぎ終わった直後に記録を見たところ予想以上によかったので『私って速いんだ』と思ったのだが、1位で金メダリストとなったウクライナの、ヤナ・クロチコワ選手との差がわずかだったとすぐに気づいたため、『もう少しがんばればよかった』と思ったため」と述べている。400m個人メドレーの表彰式の際に表彰台から落ち、その際に左足を傷め捻挫してしまった。そのために他の出場種目であった200m個人メドレーと400m自由形では精彩を欠いて予選落ちしてしまうという不運もあった。

## 主な戦績
- 1997年 - 日本選手権 200m個人メドレー優勝、400m個人メドレー優勝
- 1998年 - 日本選手権 200m個人メドレー優勝、400m個人メドレー優勝
- 1998年 - 世界選手権 女子400m個人メドレー3位（日本記録更新）
- 1999年 - 日本選手権 400m個人メドレー優勝
- 2000年 - 日本選手権 女子400m個人メドレー優勝（日本記録更新）
- 2000年 - シドニーオリンピック 女子400m個人メドレー2位（日本記録更新）

## 出演

### テレビドラマ
- 歓迎!ダンジキ御一行様（2001年、日本テレビ放送網）
- ビューティ7（2001年、日本テレビ放送網）最終話ゲスト
- 早乙女千春の添乗報告書 第13作 神戸･淡路湯けむりツアー殺人事件（2003年、TBSテレビ）
- 連続テレビ小説 てるてる家族（2003年）小林（吉野）静子 役

### 映画
- 筆子・その愛 -天使のピアノ-（2007年）
- ユメ十夜　第六夜（2007年）
- 実録・連合赤軍 あさま山荘への道程（2008年）早岐やす子 役

## ネット配信
- コラム寧子草紙 （2005年11月 - 2006年10月、水泳ポータルサイト「スイミングストリート」で連載）